# Ottersweier
Ottersweier este o comună din landul Baden-Württemberg, Germania.
1. ↑   http://www.statistik.baden-wuerttemberg.de/BevoelkGebiet/Bevoelkerung/01515020.tab?R=GS216041 Lipsește sau este vid: |title= (ajutor)